# Choco (jogador de futsal)
Carlos Roberto Castro da Silva, mais conhecido como Choco (Porto Alegre, 12 de julho de 1971) é um ex-jogador de futsal brasileiro que jogava na posição de pivô. Considerado um dos melhores pivôs de futsal na história, ele foi campeão da Copa do Mundo de Futsal de 1996 com a Seleção Brasileira de Futsal.
Era conhecido por sua habilidade na quadra, aliada a força física, velocidade e o potente chute de perna direita.
Atualmente ministra aulas de futsal para dirigentes, treinadores e jogadores.

## Carreira

### Como Jogador
Durante muito tempo Choco jogou em clubes brasileiros, nos quais ele repetidamente se tornou campeão, melhor jogador e goleador dos torneios.
Em 1998, o brasileiro se mudou para a Europa. Ele jogou duas temporadas no Boomerang Interview, da Espanha, e no meio da temporada de 2000/01, ele se transferiu para o russo Norilsky Nikel, ajudando a equipe a ganhar a prata do campeonato. Na temporada seguinte, o Norilsky Nikel sagrou-se campeão, e Choco foi reconhecido como o melhor jogador do campeonato.
Em novembro de 2002, Choco deixou o Norilsky Nikel, e se transferiu para o Kairat Almaty, do Cazquistão tornando-se um dos primeiros jogadores brasileiros naquele país. Com sua participação, o Kairat Almaty ganhou o primeiro ouro do campeonato em sua história. Choco jogou no o Kairat Almaty até a primavera de 2005. Depois disso, ele jogou por clubes brasileiros e italianos, até se aposentar.

#### Seleção Brasileira
Choco foi um dos destaques da Seleção Brasileira na conquista Copa do Mundo de Futsal de 1996. Nas semi-finais, marcou um hat-trick contra a seleção russa. Na Final, contra a Espanha, também marcou um gol, e ajudou seu time a conquistar o título de campeão. No total, Choco marcou 10 gols no torneio, terminando como vice-artilheiro, atrás apenas de Manoel Tobias.

### Como Treinador
Como treinador, seu primeiro trabalho foi a frente da Assaf, em 2015. Depois, comandou a equipe do União Independente durante 4 jogos em 2018. Deixou o comando da equipe com 100% de aproveitamento.

## Clubes
- Associação Esportiva Uruguaianense
- Juventus Sogisi
- Sport Club Internacional
- SER Itaqui
- Bamfort
- Arsenal
- Inshooto
- ACBF, Carlos Barbosa
- Bumerangue Airtel
- Norilsky Nikel
- Kairat Almaty
- Joinville
- Barrese
- Associação Salto do Jacuí de Futsal
- Associação Noiva do Mar de Futsal

## Títulos[8]
- Campeão Gaúcho 1991 - SER Itaqui
- Campeão da Copa do Mundo de Futsal (1) - 1996 na Espanha
- Campeão, melhor jogador e goleador do Brasil (5): 1988, 1989, 1990, 1991 e 1996
- Vice-campeão do Campeonato Russo na temporada 2000-01.
- Campeão do Campeonato Russo na temporada 2001-02.
- Campeão do Campeonato do Cazaquistão (2): 2003-04, 2004-05

### Conquistas Individuais
- Melhor jogador do Campeonato Russo (1): 2001-02